# Linfadenopatia
Linfadenopatia é uma condição em que os nódulos linfáticos ficam com tamanho, consistência ou número anormais, geralmente inchaço. As adenopatias são diagnosticadas através do emprego de biópsia e de técnicas radiológicas especiais, como a linfografia. Os gânglios superficiais, normalmente só perceptíveis por meio de palpação, tornam-se mais evidentes quando aumentam de volume. A etiologia das adenopatias é múltipla; seu diagnóstico é orientado de acordo com a topografia, a extensão e os caracteres clínicos. As adenopatias podem ser de origem infecciosa, especialmente tuberculosa e micótica, podendo também indicar a existência de hemopatia, aguda ou crônica, benigna ou maligna. Dentre estas últimas são importantes as leucemias e linfomas.
Linfonodos são formados basicamente por macrófagos, por células dendríticas, linfócitos B e T, e são responsáveis pela apresentação do antígeno para se dar  a resposta imunológica , esta proporciona aumento dos linfonodos. Em crianças que são continuamente exposta a antígenos o aumento de linfonodos pode ser considerado normal. Geralmente a característica dos linfonodos aumentados são, firmes, não aderidos a planos profundos, restritos a cadeia única, até 0,3 cm x 1,6 cm e situados na cervical, axilar e inguinal. A posição dos linfonodos aumentados reflete a posição da cadeia ganglionar drenada por ele. 
A principal causa de aumento de linfonodos é a infecciosa, peculiarmente na infeção pelo VIH observa-se grande incidência de linfadenopatias, tanto na infeção aguda inicial como já em estágios mais avançados da doença quando não tratada, nomeadamente aquando do Síndrome de Imunodeficiência Adquirida Humana. Além disso, há também aumento de linfonodos na presença de metástases.

## Etiologia
- infecção, principalmente bacteriana;
- idiopática (sem causa definida);
- infecção na área de drenagem, por exemplo se adenopatia cervical  pode ser por causa de uma faringite;
- virose disseminada (mononucleose, HIV, rubéola,Epstein-Barr, etc.);
- desordens imunológicas, tais como artrite reumatóide, lúpus eritematoso sistêmico;
- leucemias e linfomas;
- metástase;
- uso de drogas tal como fenitoína;
- Doença de Kawasaki;
- Doença da arranhadura do gato e lebre.

## Diagnóstico

### Quadro clínico
- tempo do aumento, forma de evolução, localização, consistência;
- inflamação local, aderência a planos profundos, coalescência e tendência a fistulização.
- sintomatologia associada:
  - febre, emagrecimento, comprometimento do estado geral, anorexia;
  - anemia, infecção, alterações de pele;
  - distúrbio de coagulação;
  - hepatomegalia  e esplenomegalia;
  - nódulos subcutâneos.

### Dados epidemiológicos
- zonas endêmicas;
- ingestão de drogas;
- antecedentes transfusionais;
- infecção recorrente;
- AIDS, Tuberculose e Lúpus.

### Exames laboratoriais
- hemograma;
- sorologias;
- provas reumatológicas, etc..

### Exames de imagens
- ultra-sonografia;
- raio-x;
- tomografia computadorizada;
- ressonância magnética.

## Principais adenomegalias

### Generalizada
É o encontro de aumentos ganglionares em duas ou mais cadeias anatômicas, não contíguas.
- Geralmente ocorre por:
  - uso de fenitoína, pirimetamina, alopurinol, isoniazida, hidralazina, que regridem após 2 a 3 semanas;
  - doenças tais como rubéola, sífilis, escarlatina, varicela, sarampo, hepatite, doença de Chagas, esquistossomose, mononucleose, anemias hemolíticas,toxocaríase e doenças auto imunes.
  - Os três grupos de neoplasias que mais acometem crianças, leucemias, linfomas e tumores do sistema nervoso central, podem se apresentar inicialmente com acometimento ganglionar generalizado.
  - AIDS pode–se apresentar inicialmente com linfadenopatia generalizada persistente em aproximadamente 50% dos casos.

### Occipital e retroauricular
- drenagem da pele da região occipital, incluindo pavilhão auricular e ouvido externo;
- infecções virais sistêmicas;
- dermatite seborreica;
- pediculose;
- tinea capitis;
- impetigo;
- normal em 5% das crianças.

### Pré-auricular
- drenagem da região temporal e bochechas, porção lateral das pálpebras e conjuntiva;
- adenovirus;
- herpes;
- doença da arranhadura do gato.

### Submentoniana e submandibular
- drenagem, dentes,língua, amigdalas, mucosa oral e labial;
- faringo amigdalites;
- gengivoestomatite;
- abscessos dentários;
- cáries;
- escarlatina e sarampo.

### Supra clavicular
- drenagem intra abdominal, pulmonar e caixa torácica, mediastino;
- a malignidade é de 50%

### Axilar e epitroclear
- drenagem da  pele das mão, antebraço, parede abdominal;
- infecção;
- reação vacinal a BCG, geralmente ipsilateral, ate dois a quatro meses após a imunização;
- doença da arranhadura do gato.

### Mediastinal
- drenagem do pulmão, coração, timo e esôfago torácico;
- no caso do Brasil a causa mais comum é a tuberculose, e os sintomas são tosse seca persistente, broncoespasmo, estridor laríngeo, rouquidão, disfagia, edema de membros superiores, e o aumento pode ser visto ao raio x.

### Inguinal e ilíaca
- drenagem da área genital e membros inferiores.

## Punção aspirativa
- realizar quando:
  - adenomegalias localizadas com sinais inflamatórios que ocorram no recém nascido mesmo com sintomas escassos;
  - pacientes que não respondem ao tratamento com antibiótico ou que desenvolveram sinais flogísticos durante o tratamento;
  - aumento de gânglio maior ou igual a 3 cm de diâmetro.

A punção realizada isoladamente como teste inicial é diagnóstica em 79% dos casos já  combinada com biópsia em 97% dos casos.

## Biópsia
- realizar quando:
  - gânglios continuam aumentando  após 2 a 3 semanas de observação ou não sofrem involução em 6 a 8 semanas ou não retornam ao seu tamanho em 8 a 12 semanas;
  - mesmo com tratamento especifico não há sinais de involução;
  - associação a doença sistêmica grave;
  - gânglio supra clavicular ou adenomegalia profunda.

## Tratamento
Depende da causa de base.